# Popowo Salęckie
Popowo Salęckie [pɔˈpɔvɔ saˈlɛnt͡skʲɛ] (deutsch Pfaffendorf) ist ein Dorf in der polnischen Woiwodschaft Ermland-Masuren und gehört zur Gmina Mrągowo (Landgemeinde Sensburg) im Powiat Mrągowski (Kreis Sensburg).

## Geographische Lage
Popowo Salęckie liegt am Südufer des Salentsees (polnisch Jezioro Salęt) inmitten der Woiwodschaft Ermland-Masuren, fünf Kilometer nordöstlich der Kreisstadt Mrągowo (deutsch Sensburg).

## Geschichte
das vor 1785 Popowen und um 1785 Poppowen genannte kleine Dorf wurde 1566 gegründet, als Herzog Albrecht für Pfaffendorf 55 Hufen nach Kulmer Recht verschrieb. Im Jahre 1657 wurde das Dorf bei einem Tatareneinfall vollständig zerstört und 77 Einwohner getötet.
Zwischen 1874 und 1945 war Pfaffendorf in den Amtsbezirk Seehesten (polnisch Szestno) eingegliedert, der zum Kreis Sensburg im Regierungsbezirk Gumbinnen (1905 bis 1945: Regierungsbezirk Allenstein) in der preußischen Provinz Ostpreußen gehörte.
Aufgrund der Bestimmungen des Versailler Vertrags stimmte die Bevölkerung in den Volksabstimmungen in Ost- und Westpreussen am 11. Juli 1920 über die weitere staatliche Zugehörigkeit zu Ostpreußen (und damit zu Deutschland) oder den Anschluss an Polen ab. In Pfaffendorf stimmten 160 Einwohner für den Verbleib bei Ostpreußen, auf Polen entfielen keine Stimmen.
In Kriegsfolge wurde 1945 das gesamte südliche Ostpreußen und somit auch Pfaffendorf an Polen überstellt. Der Ort erhielt die polnische Namensform „Popowo Salęckie“. Er ist heute Sitz eines Schulzenamtes (polnisch Sołectwo) und als solches eine Ortschaft im Verbund der Gmina Mrągowo (Landgemeinde Sensburg) im Powiat Mrągowski (Kreis Sensburg), bis 1998 der Woiwodschaft Olsztyn (Allenstein), seither der Woiwodschaft Ermland-Masuren zugehörig.

### Einwohnerentwicklung
| Jahr | Anzahl |
| ---- | ------ |
| 1867 | 325    |
| 1885 | 251    |
| 1898 | 274    |
| 1905 | 255    |
| 1910 | 245    |
| 1933 | 259    |
| 2011 | 134    |

## Kirche
Bis 1945 war Pfaffendorf in die evangelische Kirche Seehesten in der Kirchenprovinz Ostpreußen der Kirche der Altpreußischen Union und in die römisch-katholische Kirche St. Adalbert in Mrągowo (Sensburg) im damaligen Bistum Ermland eingepfarrt.
Heute gehört Popowo Salęckie zur evangelischen Pfarrkirche in Mrągowo in der Diözese Masuren der Evangelisch-Augsburgischen Kirche in Polen bzw. zur katholischen Pfarrkirche in Szestno im heutigen Erzbistum Ermland in der polnischen katholischen Kirche.

## Verkehr
Popowo Salęckie ist über eine Nebenstraße zu erreichen, die von der Kreisstadt Mrągowo in den Ort führt. Bis 1966 war das Dorf Bahnstation an der Bahnstrecke Sensburg–Rastenburg, die bis 1945 noch von den Rastenburger Kleinbahnen befahren, dann jedoch aufgegeben wurde.